# Maximilien Ier de Hohenzollern-Sigmaringen
Pour les articles homonymes, voir Maximilien Ier.
Titre
Prince de Hohenzollern-Sigmaringen
30 janvier 1681 – 13 août 1689
(8 ans, 6 mois et 14 jours)
Maximilien de Hohenzollern-Sigmaringen (en allemand : Maximilian I. von Hohenzollern-Sigmaringen), né le 20 janvier 1636 à Munich, mort le 13 août 1689 à Sigmaringen, est prince de Hohenzollern-Sigmaringen de 1681 à 1689.

## Famille
Fils de Meinrad Ier de Hohenzollern-Sigmaringen et de Marie comtesse de Törring-Seefeld.

### Mariage et descendance
Le 12 janvier 1666, Maximilien Ier de Hohenzollern-Sigmaringen épouse Marie-Claire comtesse von Berg (Boxmeer 27 avril 1644 - Sigmaringen 15 juillet 1715), fille d'Albert Comte de Berg et de s'Heerenberg en Gueldre et de Madeleine de Cusance, fille de Claude François de Cusance, baron de Belvoir et d'Ernestine de Witthem, vicomtesse de Sebourg .
Douze enfants sont nés de cette union, :
- Anne-Marie (Anna Maria) de Hohenzollern-Sigmaringen (Sigmaringen 21 décembre 1666 - Sigmaringen 3 août 1668)
- Marie-Madeleine (Maria Magdalena Klara) de Hohenzollern-Sigmaringen (Sigmaringen 3 octobre 1668 - 27 décembre 1725), religieuse au Kloster Wald, près de Sigmaringen
- Thérèse (Maria Theresia Cleopha) de Hohenzollern-Sigmaringen (Sigmaringen 26 octobre 1669 - Buchau 13 février 1731), Chanoinesse de Buchau
- Meinrad II de Hohenzollern-Sigmaringen, prince de Hohenzollern-Sigmaringen (Sigmaringen 1er novembre 1673 - Sigmaringen 20 octobre 1715)
- Ostwald (Franz Albert Oswald) de Hohenzollern-Sigmaringen (Boxmeer 24 juillet 1676 - Cologne 24 janvier 1748), Chanoine de Cologne
- François-Henri (Franz Heinrich) de Hohenzollern-Sigmaringen (Sigmaringen 4 avril 1678 - Cologne 5 mai 1731), Chanoine de Cologne et d'Augsbourg
- Charles-Antoine (Karl Anton) de Hohenzollern-Sigmaringen (Sigmaringen 14 novembre 1679 - Sigmaringen 10 avril 1684)
- Antoine-Sidonius (Anton Sidonius) de Hohenzollern-Sigmaringen (Sigmaringen 17 décembre 1681 - 18 février 1719); il épouse à Namiest le 23 janvier 1712 Marie-Josèphe, comtesse von Verdenberg zu Namiest (Brünn 10 mai 1687 - Brünn 23 novembre 1745), laquelle lui donne un fils.
- François (Johann Franz Anton) de Hohenzollern-Sigmaringen (Sigmaringen 30 juillet 1683 - disparu dans un combat au cours de l'année 1733; il épouse au château d'Haarbach, près de Landshut le 30 mars 1712 Marie-Barbara-Cordula von Lichtenhaag. Veuf, il épouse Antonia de Fraunberg (1705-?). Il n'eut aucune postérité de ses deux unions.
- Maximilien (Maximilian Froben Maria) de Hohenzollern-Sigmaringen (Sigmaringen 6 novembre 1685 - Salem 17 mars 1734), moine à l'abbaye de Salem.
- Charles (Karl) de Hohenzollern-Sigmaringen (1687-1689)
- Frédérique (Friederike Christiane Maria) de Hohenzollern-Sigmaringen (Radolfzell 12 novembre 1688 - Boxmeer 14 septembre 1745), elle épouse à Boxmeer le 6 juin 1718 Sébastien, comte von Montfort-Tettnang (né le 7 octobre 1684 † le 6 février 1728), frère de Jeanne de Montfort, autrefois princesse consort de Hohenzollern-Sigmaringen.

Maximilien Ier succède à son père le 30 janvier 1681.

## Généalogie
Maximilien Ier de Hohenzollern-Sigmaringen appartient à la lignée de Hohenzollern-Sigmaringen issue de la quatrième branche, elle-même issue de la première branche de la Maison de Hohenzollern. Cette lignée appartient à la branche souabe de la dynastie de Hohenzollern, elle donna des rois à la Roumanie. Maximilien Ier de Hohenzollern-Sigmaringen est l'ascendant de Michel Ier de Roumanie.